# سنكامانسكن
سنكامانسكن ملك نوبي أو كوشي حكم نبتة منذ العام 640 ق.م حتي العام 620 ق.م

## اسمه بالهيروغليفية
| z · n | E1 | i | mn · n | z · k · n |

- من اليسار إلى اليمين : سن-كا-آمن-سكن

## ألقابه
وقد عرف بعدة أسماء وألقاب منها:
الاسم الحورسي : هينو تود خبت  ويعني : مصلح القطرين .
الاسم النبتي : خهارمت ويعني : مظهر العدالة.
الاسم الذهبي لحورس: أسور بتي ويعني: أقوي الأقوياء.
الاسم قبل التنصيب : سخا برنير .
تزوج من الملكة نسالسا وانجب منها الملوك الذي خلفوه علي عرش مملكة كوش من بعده وهم الملك انلماني والملك أسبالتا ، وهو من شيد الهرم رقم 3 في نوري ، وعثر علي تمثاله مدفون في جبل البركل ويحتمل ان يكون مخبأً بسبب الهجوم الذي قام به الفرعون بسماتيك الثاني علي نبتة في عام 592 ق.م، كما عثر علي مجسم لأبو الهول منقوشاً عليه اسم الملك سنكامانسكن في مروي بجانب العديد من المجسمات التي تحمل اسمه وهذا ما قد يشير الي فقدان نبتة للأهمية بعد هجوم الفرعون بسماتيك الثاني عليها وارتفاع مرتبة مروي لتصبح العاصمة السياسية للمملكة الكوشية بعد العام 592 ق.م.